# 埃因霍温中央車站
埃因霍温中央車站（荷蘭語：Station Eindhoven Centraal）是荷蘭北布拉邦省埃因霍温的一座鐵路車站，啟用於1866年7月1日；當前的車站建築則完工於1956年，由建築師科恩·范德加斯特設計。車站前方有一座飛利浦公司創辦人安東·飛利浦的雕像。
埃因霍温中央車站於2018年每日平均大約有60,000人次利用，排名荷蘭第六，同時也是荷蘭除了蘭斯塔德地區外最繁忙的車站。

## 目的地
埃因霍温中央車站是荷蘭南部一个鐵路枢纽站，连接以下地区：
- 蒂尔堡 - 布雷达 - 鹿特丹 - 代尔夫特 - 海牙
- 斯海尔托亨博斯 - 乌得勒支 - 阿姆斯特丹 - 阿尔克马尔/恩克赫伊曾
- 斯海尔托亨博斯 - 乌得勒支 - 南阿姆斯特丹/ WTC - 斯希普霍尔机场
- 海尔蒙德 - 芬洛
- 韦尔特 - 鲁尔蒙德 - 锡塔德 - 马斯特里赫特/海尔伦

直到第二次世界大战，火车服务间接了从阿姆斯特丹到列日经过埃因霍温和法尔肯斯瓦德（Valkenswaard），但是这条火车线路随后中断，线路被拆散。近期据说有意恢复从埃因霍温中转韦尔特到比利时内佩尔特的火车线路。

## 圖片集
- 1956年
- 車站夜景
- 內部的彩色玻璃藝術
- 站前的安東·飛利浦雕像